# Joan Busquets
Joan Busquets i Grau (El Prat de Llobregat, 1º gennaio 1946) è un architetto e urbanista spagnolo.

## Biografia
Nato in un sobborgo di Barcellona, dove tuttora ha sede il suo studio BAU (B Arquitectura i Urbanisme SL), si laureò nel 1969 all'Università politecnica della Catalogna, dove fu anche professore di urbanistica dal 1979 al 2002. Dal 2002 insegna alla Harvard Graduate School of Design della Università di Harvard, titolare della cattedra "Martin Bucksbaum", oltre ad aver svolto il ruolo di visiting professor in altre università.
Si è distinto nell'incarico di responsabile della pianificazione urbana presso il consiglio comunale di Barcellona negli anni di rinnovamento che precedettero le Olimpiadi del 1992. A partire dal 1981 ha vinto inoltre diversi premi per progetti di riqualificazione di numerose città, non solo spagnole. Ha partecipato infatti a progetti di pianificazione urbani per città come L'Aia, Lisbona, Marsiglia, Rotterdam, Singapore e San Paolo.
È considerato una personalità rilevante nel campo della progettazione di città sostenibili e ha ricevuto il Premio Erasmo nel 2011.

## Opere
- 1992: Barcelona: Evolución urbanística de una ciudad compacta, ISBN 978-84-7628-458-2
- 1994: Barcelona, ISBN 978-84-7100-536-6
- 1999: La urbanización marginal, ISBN 978-84-8301-325-0
- 2008: Ciutat Vella de Barcelona: Un Passat amb futur, ISBN 978-84-7609-566-9